# A platinaszabály (Így jártam anyátokkal)
A platinaszabály az Így jártam anyátokkal című televízió-sorozat harmadik évadának tizenegyedik epizódja. Eredetileg 2007. december 10-én vetítették, míg Magyarországon egy évvel később, 2008. december 17-én.
Ebben az epizódban Ted randira akarja hívni a bőrgyógyászát, a többiek tiltakozása ellenére. Mindannyian előadnak arról egy történetet, hogy valahányszor ők próbálták meg hasonló helyzetben a kapcsolatteremtést, azt félresikerült.

## Cselekmény
Ted megosztja a többiekkel gondolatát: randevúra akarja hívni a bőrgyógyászát, Dr. Stella Zinmant, aki a "kurvarrat" becenevű tetoválása eltávolításáért felel. Mindannyiuk szerint nagyon rossz ötlet ez, különösen Barney szerint. Elmondja, hogy létezik ugyan az aranyszabály, ami szerint szeresd felebarátodat, de létezik efelett egy platinaszabály is. Eszerint pedig soha, soha, soha ne szeresd felebarátodat. Ez alatt azt érti, hogy olyasvalakivel nem szabad randizni, akivel rendszeresen találkozol, mert a végén mindig kudarcba torkollik, és utána minden nap újra találkoznotok kell. Mindannyian egy-egy történetet mesélnek el: Barney arról, amikor Wendyt, a pincérnőt szedte fel, Marshall és Lily arról, amikor a szomszédaikkal barátkoztak, Robin pedig arról, amikor a hírolvasótársával randizott. Barney 8 fázist különít el:
1. Vonzalom: az ember úgy érzi ilyenkor, hogy ez most más, és nem vonatkozik rá a platinaszabály.
2. Alkudozás: mikor bemagyarázod magadnak, hogy szerinted ez nem lesz gáz.
3. Behódolás: amikor összejössz a másik féllel.
4. Előnyök: annak felsorolása mások előtt, hogy milyen előnyökkel is jár ez a helyzet.
5. Fordulópont: amikor sikerül megbántani valamivel a másik felet, aztán hiába próbálja kimagyarázni.
6. Purgatórium: amikor rájössz, hogy óriásit hibáztál, de nincs menekvés.
7. Szembesítés: amikor végre elmondod a másik félnek, hogy nem akarsz már tőle semmit, és ennyi lenne minden más kapcsolatban.
8. Csapás: mivel nem tudod elkerülni a másik felet, mert mindig találkoznod kell vele, ez törvényszerűen jön.

Barney végigjárta ezt az utat, amikor Wendyt, a MacLaren's Bár pincérnőjét szédítette, és utána rájött, hogy nem tud több csajt felszedni, mert a lány beleszeretett és féltékenykedik. Amikor pedig szakítani próbált vele, már kész is volt a baj. Marshall és Lily a szomszédaikat kedvelték meg és egy csomó közös programon részt vettek, de egy idő után elegük lett belőlük, és ennek is sértődés lett a vége. Robin pedig hírolvasótársával volt így, aki még élő adásban is képes volt hisztizni, amiért kidobta a viselkedése miatt.
Ted mindennek ellenére nem fogadja meg a tanácsukat, és úgy dönt, mégis randira hívja Stellát. Aztán kiderül, hogy Stella az orvosi kamara egyik szabálya miatt nem is mehet randira pácienssel – Jövőbeli Ted szerint egyelőre. Majd hozzáteszi, hogy van egy kilencedik pont is, és ez pedig az egymás mellett létezés: amikor rájössz, hogy a düh meg a sértettség csak neked árt, és már nem ragaszkodsz hozzá, éled tovább az életedet (bár ehhez idő kell). Barney és Wendy is tudnak egymás mellett élni, ahogy Marshallék a szomszédokkal, vagy Robin a kollégájával.

## Kontinuitás
- Ted "A párkereső" című részben is egy bőrgyógyásszal akart összejönni.
- Barney "A lila zsiráf" című részben bár nem mondta ki a nevét, de utalt a platinaszabályra Carlos esetében.
- Ted megemlíti a citromtörvényt és az Őrült/Szexi skálát, mint Barney korábbi elméleteit.
- Barney a "Villásreggeli" című részben is fel akarta szedi Wendyt, amit akkor Ted apja akadályozott meg.
- Barney ismét a "Csak... oké?" fordulatot használja.
- "A világ legjobb párosa" óta ismert, mennyire szereti Marshall és Lily a villásreggelit.

## Jövőbeli utalások
- Ted a "Tíz alkalom" című részben hívja randizni Stellát, aki ekkor nemet mond, mert az orvosi kamara tiltja a páciensekkel való kapcsolatot.
- Marshall és Lily "A tökéletes hét", a "Duplarandi" és "A szexmentes fogadós" című részekben keresnek még barátokat.
- Ted szerint a Stellával való kapcsolata nem egy hülye szabályon fog múlni. Mégis azon múlik, amikor "A Shelter-sziget" című részben megszegik azt a szabályt, hogy "sose hívj meg egy exet az esküvőre".
- A "Boldogan élek" című részben Ted a Stella iránt érzett dühét a kilencedik pont, az egymás mellett létezés alapján engedi el.
- Barney rettegése attól, hogy Wendy meg akarja őt ölni, ismét megjelenik a "Bocs, tesó!" című részben. Ugyanebben az epizódban Robin is elmondja, hogy ebédelt együtt Curttel a szakításuk után.

## Érdekességek
- Ez volt az utolsó epizód, amit a 100 napig tartó 2007-es amerikai forgatókönyvíró-sztrájk előtt levetítettek. Az évad ezért lett kényszerűen rövidebb, mindössze 20 részes.
- Marshallék új barátai Mrs. Matsen lakásában laknak, az idős hölgy a 4. évadtól kezdődően költözik be oda.

## Vendégszereplők
- Charlene Amoia – Wendy
- Kristen Schaal – Laura Girard
- John Sloan – Michael Girard
- Hayes MacArthur – Curt Irons

## Zene
- Miss Derringer – Black Tears
- Five Stairsteps – O-o-h Child

## Fordítás
- Ez a szócikk részben vagy egészben  a   The Platinum Rule (How I Met Your Mother) című angol Wikipédia-szócikk ezen változatának fordításán alapul.  Az eredeti cikk szerkesztőit annak laptörténete sorolja fel. Ez a jelzés csupán a megfogalmazás eredetét és a szerzői jogokat jelzi, nem szolgál a cikkben szereplő információk forrásmegjelöléseként.